# Pseudoneureclipsis
Pseudoneureclipsis is een geslacht van schietmotten. De typesoort van het geslacht is Pseudoneureclipsis ramosa.

## Soorten
Het geslacht kent de volgende soorten:
- Pseudoneureclipsis abia
- Pseudoneureclipsis achim
- Pseudoneureclipsis aculeata
- Pseudoneureclipsis akarnanos
- Pseudoneureclipsis amon
- Pseudoneureclipsis amulius
- Pseudoneureclipsis anakangkat
- Pseudoneureclipsis anakdua
- Pseudoneureclipsis anakselan
- Pseudoneureclipsis arimaspos
- Pseudoneureclipsis asa
- Pseudoneureclipsis atewa
- Pseudoneureclipsis ba
- Pseudoneureclipsis bheri
- Pseudoneureclipsis bon
- Pseudoneureclipsis botosaneanui
- Pseudoneureclipsis cheiron
- Pseudoneureclipsis chrysippus
- Pseudoneureclipsis congolensis
- Pseudoneureclipsis deasyria
- Pseudoneureclipsis deianeira
- Pseudoneureclipsis elektryon
- Pseudoneureclipsis enos
- Pseudoneureclipsis erechtheus
- Pseudoneureclipsis funesta
- Pseudoneureclipsis graograman
- Pseudoneureclipsis gudulensis
- Pseudoneureclipsis hai
- Pseudoneureclipsis hataya
- Pseudoneureclipsis infantae
- Pseudoneureclipsis iranica
- Pseudoneureclipsis jaret
- Pseudoneureclipsis josech
- Pseudoneureclipsis josia
- Pseudoneureclipsis kainam
- Pseudoneureclipsis kaineus
- Pseudoneureclipsis linos
- Pseudoneureclipsis locutius
- Pseudoneureclipsis lusitanica
- Pseudoneureclipsis lykurgos
- Pseudoneureclipsis malaleel
- Pseudoneureclipsis maliboda
- Pseudoneureclipsis maroccana
- Pseudoneureclipsis mlangensis
- Pseudoneureclipsis mot
- Pseudoneureclipsis narita
- Pseudoneureclipsis nissanka
- Pseudoneureclipsis omana
- Pseudoneureclipsis palmonii
- Pseudoneureclipsis perses
- Pseudoneureclipsis philemon
- Pseudoneureclipsis picus
- Pseudoneureclipsis pluto
- Pseudoneureclipsis polyidos
- Pseudoneureclipsis proxima
- Pseudoneureclipsis ramosa
- Pseudoneureclipsis saccheda
- Pseudoneureclipsis salmoneus
- Pseudoneureclipsis sibuyana
- Pseudoneureclipsis sorowakensis
- Pseudoneureclipsis starmuehlneri
- Pseudoneureclipsis sukrip
- Pseudoneureclipsis thestios
- Pseudoneureclipsis thuparama
- Pseudoneureclipsis tiani
- Pseudoneureclipsis tithonus
- Pseudoneureclipsis tlepolemos
- Pseudoneureclipsis tramot
- Pseudoneureclipsis truncata
- Pseudoneureclipsis uma
- Pseudoneureclipsis unguiculata
- Pseudoneureclipsis usia
- Pseudoneureclipsis ussuriensis
- Pseudoneureclipsis vali
- Pseudoneureclipsis watagoda
- Pseudoneureclipsis wilaiwan
- Pseudoneureclipsis yuwadee
- Pseudoneureclipsis zagreus
- Pseudoneureclipsis zethos